# انقضاض (فن)

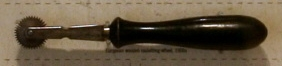
عجلة الانقباض ، والمعروفة أيضًا باسم عجلة التتبع

الانقضاض هي تقنية فنية تستخدم لنقل صورة من سطح إلى آخر. يشبه التتبع، وهو مفيد لإنشاء نسخ من مخطط تفصيلي لإنتاج الأعمال الجاهزة.
كان الانقضاض أسلوبًا شائعًا لقرون، حيث استخدم لإنشاء نسخ من صور وأعمال أخرى سيتم الانتهاء منها كرسومات زيتية ونقوش وما إلى ذلك. تتضمن الطريقة الأكثر شيوعًا وضع ورقة شبه شفافة فوق الصورة الأصلية، ثم تتبع على طول خطوط الصورة عن طريق إنشاء علامات وخز على الورقة العليا. يتم وضع هذا الرسم المنقوش المصنوع من ثقوب وخز على سطح عمل جديد. يتم إجبار مسحوق مثل الطباشير أو الجرافيت أو الباستيل عبر الثقوب على ترك مخطط على سطح العمل أدناه، وبالتالي نقل الصورة. يتم تطبيق المسحوق من خلال وضعه في كيس صغير من القماش الرقيق مثل القماش القطني، ثم يتم وضعه في الثقوب وخز الرسم المندفع.

## أمثلة على الانقضاض في الفن

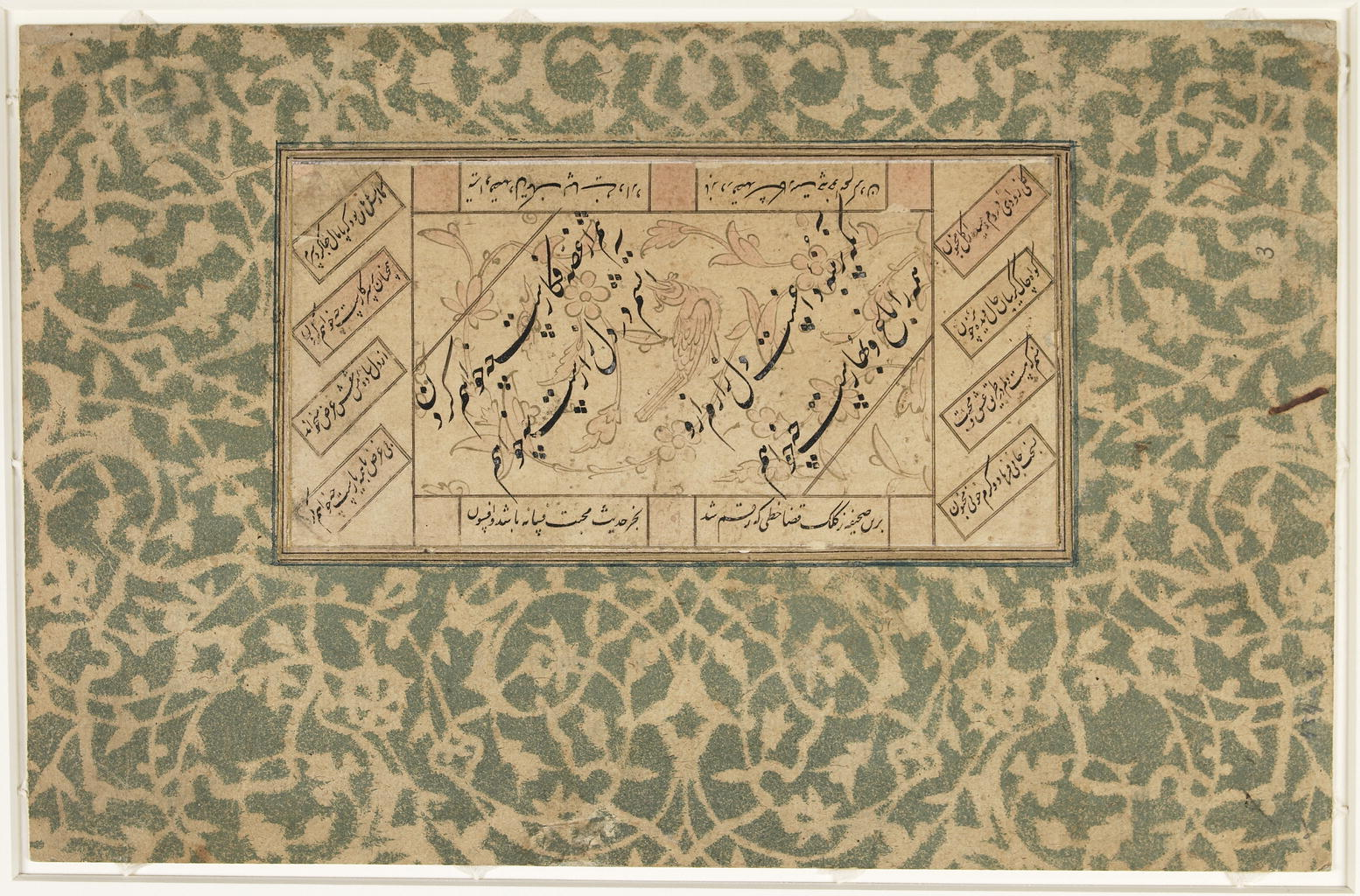
1. جزء من الخط العربي ، فنان غير معروف ، إيران ، . 1500-1600.
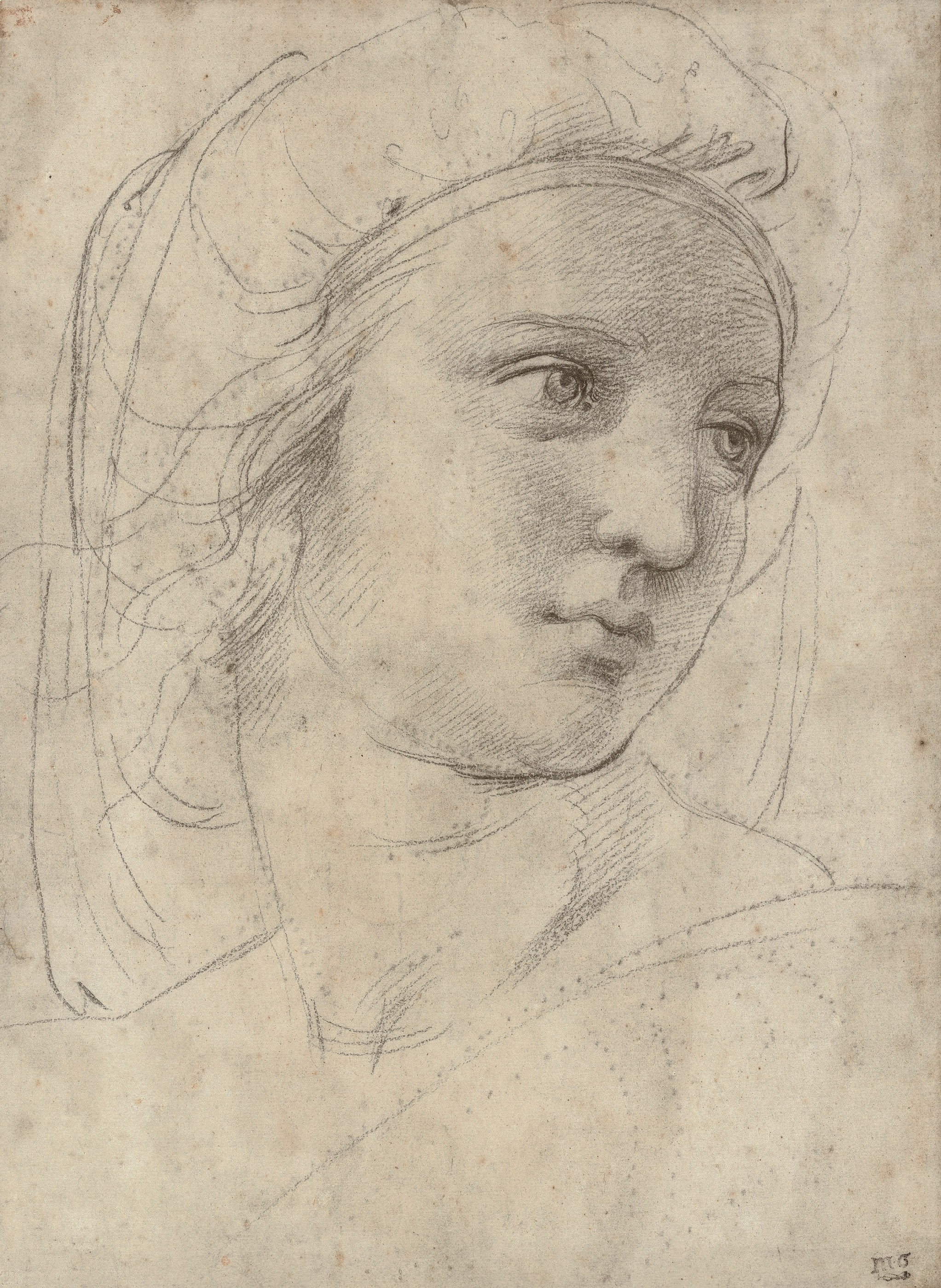
2. رأس موسى بقلم رافاييللو سانزيو ، إيطاليا ، 1490.
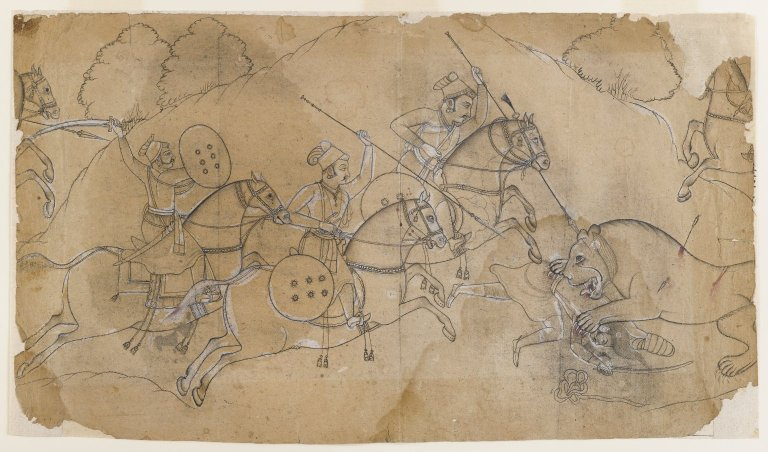
3. الأسد هانت ، فنان غير معروف ، الهند ،1680.
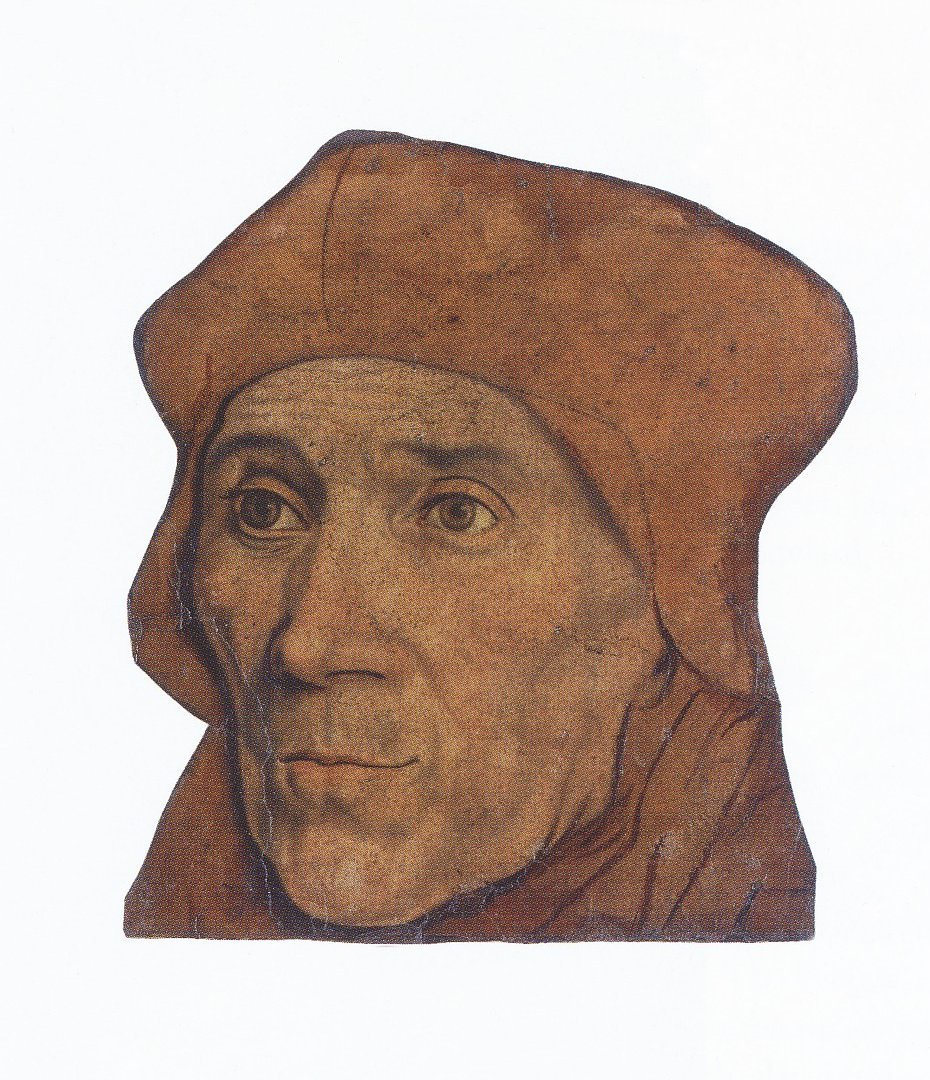
4. جون فيشر ، أسقف روتشستر ، بعد هانز هولباين الأصغر ، إنجلترا ، ١٥٧٠.
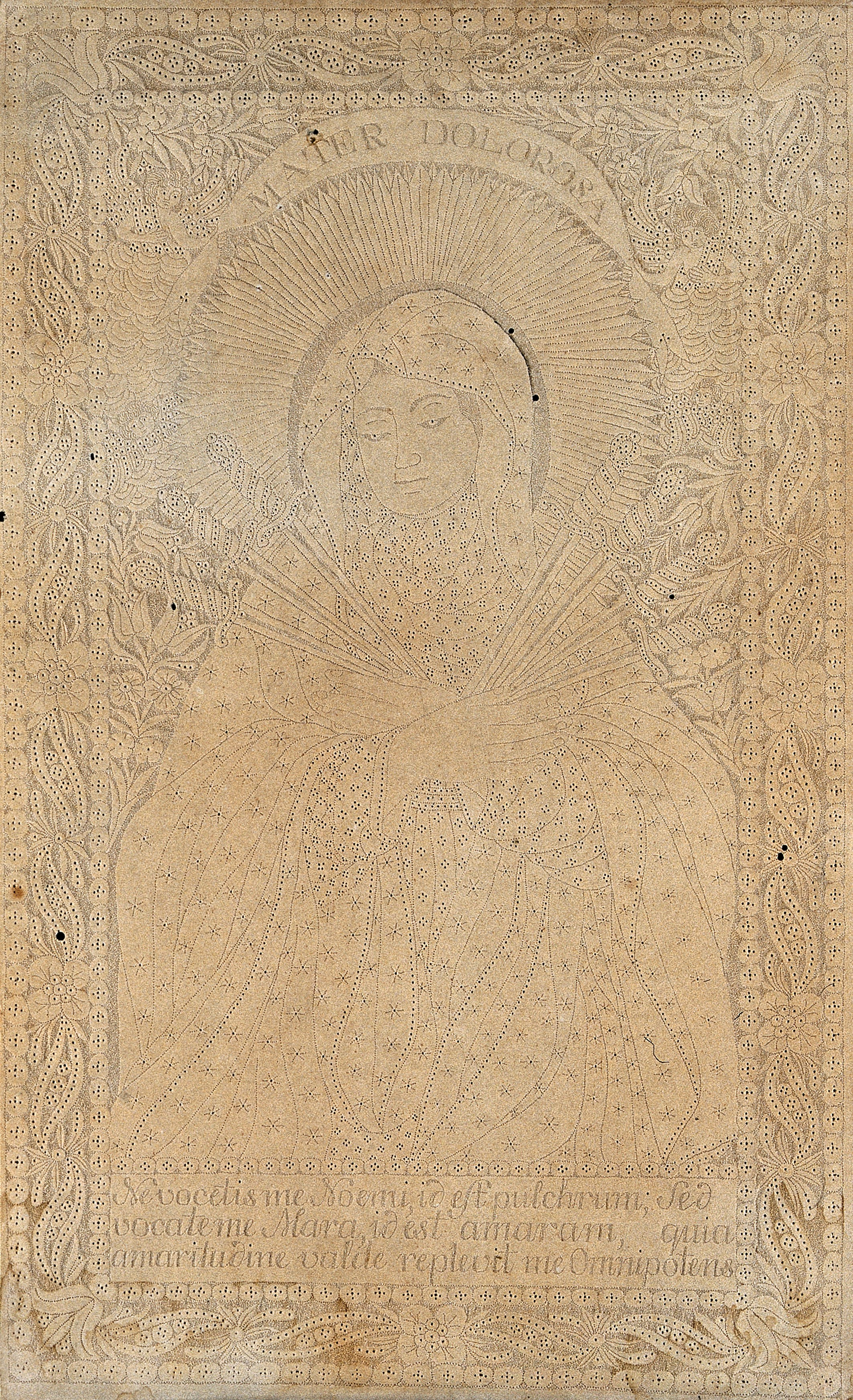

1. الخط العربي بخط نستعليق أسود على ورق بيج مزخرف برسومات الطيور والأوراق المطلية بالذهب. يحد لوحة النص الرئيسية عدد من الآيات الأخرى في كل من السجلات القطرية والرأسية التي تشكل إطارًا. يتم لصق التركيب بأكمله على ورقة أكبر مزينة بزخارف نباتية منقوشة باللون الأخضر ومدعومة بالكرتون.
2. الطباشير الأسود على علامات الانقضاض، آثار القلم، علامة مائية من صليب القديس أنتوني المحاط.
3. الحبر واللون على الورق، انقضت للنقل.
4. تم استخدام الرسم الأصلي، الذي تم تدعيمه بالحبر وغسله بأيدي أخرى، كنموذج لعدد من النسخ، بما في ذلك هذا المثال. علامات الانقضاض على الخطوط العريضة تكشف أن هذه النسخة لم يتم تتبعها من النسخة الأصلية ولكن من نسخة أخرى. كانت مثبتة مسبقًا على ورق رفيع، تم قطعه وتمسكه على ورق أكثر سمكًا
1. ↑  Martin، Judy (1992). The Encyclopedia of Pastel Techniques. Philadelphia, Pennsylvania: Running Press. ص. 48. ISBN:1-56138-087-3.